# Netelia coriaria
Netelia coriaria là một loài tò vò trong họ Ichneumonidae.